# Sotaro Tojima
Sotaro Tojima (confuso con "Souji" Taro Kudou) (...) è un compositore giapponese di musica per videogiochi e direttore del sonoro.

## Lavori
- Castlevania: Circle of the Moon
- Metal Gear Solid 4: Guns of the Patriots
- Halo 4